# ليلة المليار
ليلة المليار، رواية من مؤلفات الشاعرة والكاتبة العربية السورية غادة السمان، صدرت في عام 1986، عن منشورات غادة السمان في بيروت، لبنان.